# شاندور باردوشی
شاندور باردوشی (مجاری: Sándor Bárdosi؛ زادهٔ ۲۹ آوریل ۱۹۷۷) کشتی‌گیر و رزمی‌کار ترکیبی پیشین اهل مجارستان است. او در دستهٔ میان‌وزن کشتی فرنگی برندهٔ مدال نقرهٔ المپیک ۲۰۰۰ سیدنی، مدال برنز مسابقات قهرمانی کشتی جهان در سال ۲۰۰۵ و نیز مدال برنز مسابقات قهرمانی کشتی اروپا در ۲۰۰۴ است. باردوشی پس از بازنشستگی به هنرهای رزمی ترکیبی روی‌آورد و در چند مبارزه شرکت کرد.